# Martti Jylhä
Martti Jylhä (* 3. Juni 1987 in Sotkamo) ist ein ehemaliger finnischer Skilangläufer.

## Werdegang
Jylhä trat erstmals 2005 bei der European Youth Olympic Festival in Monthey in Erscheinung. Dort holte er Silber über 7,5 km klassisch. Seit 2005 nimmt er am Scandinavian Cup teil. Sein erstes Weltcuprennen lief im März 2006 in Borlänge, welches er mit dem 27. Rang im Sprint beendete und damit auch seine ersten Weltcuppunkte gewann. Bei der Juniorenweltmeisterschaft 2007 in Tarvisio gewann er Gold über 10 km Freistil und Silber im Sprint. Im Februar 2009 schaffte er in Valdidentro mit dem neunten Platz im Sprint, seine erste Top Zehn Platzierung im Weltcup. Bei den nordischen Skiweltmeisterschaften 2009 in Liberec belegte er den 33. Platz im Sprint. Den 22. Rang erreichte er bei den nordischen Skiweltmeisterschaften 2011 in Oslo. Bei der finnischen Skilanglaufmeisterschaft 2011 in Kuopio gewann er Gold im Sprint. In der Saison 2013/14 holte er in Davos mit dem zweiten Platz im Sprint seine erste und bisher einzige Podestplatzierung im Weltcup. Bei den Olympischen Winterspielen 2014 in Sotschi erreichte er den 21. Platz im Sprint. Die Saison beendete er auf dem 42. Rang in der Gesamtweltcupwertung und dem 13. Platz in der Sprintwertung. Bei der finnischen Skilanglaufmeisterschaft 2014 in Vantaa gewann er Gold im Sprint. Im Februar 2015 kam er bei den nordischen Skiweltmeisterschaften in Falun auf den fünften Rang im Teamsprint. In der Saison 2015/16 kam er bei 12 Weltcupsprints, viermal unter die ersten Zehn. Dabei war der vierte Platz zu Beginn der Saison in Davos seine beste Platzierung und erreichte zum Saisonende den 11. Platz im Sprintweltcup. Ende Januar 2016 wurde er bei den finnischen Meisterschaften in Imatra Dritter im Sprint. Bei den nordischen Skiweltmeisterschaften 2017 in Lahti wurde er Siebter im Sprint. Im folgenden Jahr lief er bei den Olympischen Winterspielen 2018 in Pyeongchang auf den zehnten Platz im Sprint und auf den neunten Rang zusammen mit Ristomatti Hakola im Teamsprint. In der Saison 208/19 wurde er finnischer Meister im Sprint und startete in Falun letztmals im Weltcup, wobei er den 43. Platz im Sprint errang.

## Teilnahmen an Weltmeisterschaften und Olympischen Winterspielen

### Olympische Spiele
- 2014 Sotschi: 21. Platz Sprint Freistil
- 2018 Pyeongchang: 9. Platz Teamsprint Freistil, 10. Platz Sprint klassisch

### Nordische Skiweltmeisterschaften
- 2009 Liberec: 33. Platz Sprint Freistil
- 2011 Oslo: 22. Platz Sprint Freistil
- 2015 Falun: 5. Platz Teamsprint Freistil
- 2017 Lahti: 7. Platz Sprint Freistil

## Platzierungen im Weltcup

### Weltcup-Statistik
Die Tabelle zeigt die erreichten Platzierungen im Einzelnen.
- 1.–3. Platz: Anzahl der Podiumsplatzierungen
- Top 10: Anzahl der Platzierungen unter den ersten zehn
- Punkteränge: Anzahl der Platzierungen innerhalb der Punkteränge
- Starts: Anzahl gelaufener Rennen in der jeweiligen Disziplin
- Hinweis: Bei den Distanzrennen erfolgt die Einordnung gemäß FIS.

| Platzierung         | Distanzrennen a | Distanzrennen a | Distanzrennen a | Distanzrennen a | Distanzrennen a | Skiathlon Verfolgung | Sprint | Etappen- rennen b | Gesamt | Team   | Team    |
| Platzierung         | ≤ 5 km          | ≤ 10 km         | ≤ 15 km         | ≤ 30 km         | > 30 km         | Skiathlon Verfolgung | Sprint | Etappen- rennen b | Gesamt | Sprint | Staffel |
| ------------------- | --------------- | --------------- | --------------- | --------------- | --------------- | -------------------- | ------ | ----------------- | ------ | ------ | ------- |
| 1. Platz            |                 |                 |                 |                 |                 |                      |        |                   |        |        |         |
| 2. Platz            |                 |                 |                 |                 |                 |                      | 1      |                   | 1      |        |         |
| 3. Platz            |                 |                 |                 |                 |                 |                      |        |                   |        |        |         |
| Top 10              |                 |                 |                 |                 |                 |                      | 11     |                   | 11     | 3      | 2       |
| Punkteränge         |                 |                 | 1               |                 |                 |                      | 62     |                   | 63     | 9      | 2       |
| Starts              | 1               | 3               | 15              | 2               |                 | 8                    | 87     | 3                 | 119    | 9      | 2       |
| Stand: Karriereende |                 |                 |                 |                 |                 |                      |        |                   |        |        |         |

### Weltcup-Gesamtplatzierungen
| Saison  | Gesamt | Gesamt | Distanz | Distanz | Sprint | Sprint |
| Saison  | Punkte | Platz  | Punkte  | Platz   | Punkte | Platz  |
| ------- | ------ | ------ | ------- | ------- | ------ | ------ |
| 2005/06 | 4      | 167.   | -       | -       | 4      | 73.    |
| 2006/07 | -      | -      | -       | -       | -      | -      |
| 2007/08 | 49     | 78.    | -       | -       | 49     | 47.    |
| 2008/09 | 80     | 69.    | -       | -       | 80     | 32.    |
| 2009/10 | 49     | 97     | 5       | 113.    | 44     | 50.    |
| 2010/11 | 98     | 62.    | -       | -       | 98     | 22.    |
| 2011/12 | 62     | 80.    | -       | -       | 62     | 37.    |
| 2012/13 | 44     | 88.    | -       | -       | 44     | 44.    |
| 2013/14 | 197    | 42.    | -       | -       | 197    | 13.    |
| 2014/15 | 99     | 65.    | -       | -       | 99     | 25.    |
| 2015/16 | 221    | 33.    | -       | -       | 221    | 11.    |
| 2016/17 | 70     | 76.    | -       | -       | 70     | 32.    |
| 2017/18 | 73     | 64.    | -       | -       | 73     | 28.    |
| 2018/19 | 4      | 132.   | -       | -       | 4      | 86.    |